# Danijel Miškić
Danijel Miškić (Novo mesto, 11 ottobre 1993) è un calciatore croato, centrocampista dell'Ural.